# ノー・フールズ、ノー・ファン
『ノー・フールズ、ノー・ファン』（No Fools, No Fun）は、ブルックリンを拠点に活動するオルタナ・カントリー・トリオ、プス・ン・ブーツによるフルレングスのデビュー・アルバムで、2014年7月15日にブルーノート・レコードからリリースされた。5曲のオリジナル曲と、ジョニー・キャッシュ、ウィルコ、ニール・ヤングなどのアーティストの7曲のカバー曲が収録されている。 スタジオ録音とライヴ録音の両方を収録したこのアルバムは、CD、レコード、デジタル・ダウンロードで発売されている。 アルバムのタイトルは、このアルバムでバンドがカバーしているジョニー・キャッシュの曲「ブル・ライダー」の歌詞から来ている。

## 背景と録音
アルバムのリリースの約6か月前に、バンドはフルレングスのアルバムを制作することを決定した。通常盤には3曲のライブ音源が収録されているが、Amazonデラックス・エディションにはボーナストラックとして4曲目が収録されている。ライブ音源は2013年6月27日にニューヨークのブルックリンにあるThe Bell Houseで行われたライブの模様が収録されている。 アルバムに収録されているスタジオ・トラックは、ブルックリンのスタジオGでわずか3日間で録音された。

## リリース

### シングル
『ノー・フールズ、ノー・ファン』からのリード・シングル「Down By The River (Live From The Bell House, Brooklyn, NY / 2013)」は、2014年6月3日にリリースされた。 この曲は、ニール・ヤングのオリジナルのカバーである。

### アルバム
『ノー・フールズ、ノー・ファン』は、2014年7月15日にブルーノート・レコードからリリースされた。 Amazonは、ボーナストラック2曲を収録したCDとデジタルダウンロード版の限定版を発売した。

## プロモーション
アルバムのサポートとして、プス・ン・ブーツは2014年の夏から秋にかけてツアーを行った。クラブ出演に加えて、バンドはクリアウォーター・フェスティバル、グリーン・リバー・フェスティバル、ニューポート・フォーク・フェスティバルを含む多数のフェスティバルに出演した。
2014年7月12日、プス・ン・ブーツはSiriusXM局のアウトロー・カントリー・チャンネルで取り上げられ、アルバムのプロモーションとアルバムからの曲を1時間にわたって演奏した。
アルバム発売前には、ウォール・ストリート・ジャーナルのカフェや、WNYCのサウンドチェック・スタジオで演奏した。
2014年7月16日、プス・ン・ブーツは『ザ・トゥナイト・ショー』で「Don't Know What It Means」を披露した。
2014年8月16日、プス・ン・ブーツは土曜日のテレビ番組『CBS This Morning』に出演した。
2014年10月2日、メリーランド州ボルチモア郡タウソンのWTMD 89.7で行われたライブランチ発表会に、プス・ン・ブーツがパフォーマンス・スタジオ内に登場した。

## 評論家の反応
| 専門評論家によるレビュー | 専門評論家によるレビュー |
| 総スコア                 | 総スコア                 |
| 出典                     | 評価                     |
| ------------------------ | ------------------------ |
| Metacritic               | 66/100                   |
| レビュー・スコア         |                          |
| 出典                     | 評価                     |
| オールミュージック       | [ 2 ]                    |
| American Songwriter      | [ 13 ]                   |
| ローリング・ストーン     | [ 14 ]                   |
| ペースト                 | 6/10                     |
| 34th Street Magazine     | B                        |
| TODAY                    | [ 17 ]                   |

『ノー・フールズ、ノー・ファン』はリリース時に音楽評論家からほとんどの肯定的なレビューを受けた。Metacriticでは、メインストリームの批評家からの厳選された独立した評価とレビューに100点満点中の「加重平均」評価を割り当てており、アルバムは4つのレビューに基づいて66点のメタスコアを得ており、「概ね良好」なレビューを示している。
オールミュージックののスティーヴン・トーマス・アールウィンはこのアルバムを5つ星のうち3つ半と評価し、「魅力的な聴き心地」とし、「決して乱暴ではない--ジョーンズのオリジナルの "Don't Know What It Means" のトレイントラックのビートがそれに最も近いが、トリオのケミストリーには地味さがあり、グループがお互いの長所と短所をどれだけ深く理解しているかを示している」と評価しています。
『American Songwriter』のハル・ホロウィッツはこのアルバムを5つ星のうち3つ星と評価し、「才能ある友人たちがお互いに楽しんでいることが明らかなこの数十曲の曲ほど、本物のように感じられ、影響を受けないものを嫌うのは難しい」と述べている。
『ローリング・ストーン』誌に書き、このアルバムを5つ星のうち3つ星と評価したウィル・エルメスは「ほとんどのバーバンドはトリオのハーモニーをこの豪華さに近い形で管理していないが、選曲にはムラがある」と表現している。
『M』誌のフレデリック・マーフィルは『ノー・フールズ、ノー・ファン』を「この夏の万能サウンドトラック... (それは)ヘッドフォンで聴くのと同じように、パーティーでも良い音がする」と呼んでいる。

## チャートでのパフォーマンス
『ノー・フールズ、ノー・ファン』はビルボード200チャートで83位に初登場した。 また、フォーク・アルバム・チャートでは7位、トップ・ロック・アルバム・チャートでは28位でデビューした。
| チャート (2014年)              | 最高位 |
| ------------------------------ | ------ |
| ベルギー (Ultratop Flanders)   | 102    |
| ベルギー (Ultratop Wallonia)   | 51     |
| スイス (Schweizer Hitparade)   | 68     |
| US Billboard 200               | 83     |
| US Folk Albums (Billboard)     | 7      |
| US Top Rock Albums (Billboard) | 28     |

## 収録曲
| #         | タイトル                                                                   | 作詞・作曲             | オリジナル・アーティスト          | 時間  |
| --------- | -------------------------------------------------------------------------- | ---------------------- | --------------------------------- | ----- |
| 1.        | 「Leaving London」                                                         | トム・パクストン       | トム・パクストン                  | 3:10  |
| 2.        | 「Bull Rider」(Live from the Bell House, Brooklyn, NY / 2013-06-27)        | ロドニー・クロウエル   | ジョニー・キャッシュ              | 3:39  |
| 3.        | 「Twilight」                                                               | ロビー・ロバートソン   | ザ・バンド                        | 3:08  |
| 4.        | 「Sex Degrees of Separation」                                              | サーシャ・ドブソン     |                                   | 3:17  |
| 5.        | 「Don't Know What It Means」                                               | ノラ・ジョーンズ       |                                   | 2:26  |
| 6.        | 「Down by the River」(Live from the Bell House, Brooklyn, NY / 2013-06-27) | ニール・ヤング         | ニール・ヤング&クレイジー・ホース | 5:29  |
| 7.        | 「Tarnished Angel」(Live from the Bell House, Brooklyn, NY / 2013-06-27)   | ロジャー・ミラー       | ジョージ・ジョーンズ              | 3:45  |
| 8.        | 「Jesus, Etc.」                                                            | ジェフ・トゥイーディ   | ウィルコ                          | 4:11  |
| 9.        | 「Always」                                                                 | キャサリーン・ポッパー |                                   | 3:18  |
| 10.       | 「GTO」                                                                    | ジェブ・ロイ・ニコルズ | ジェブ・ロイ・ニコルズ            | 4:10  |
| 11.       | 「Pines」                                                                  | ポッパー               |                                   | 2:38  |
| 12.       | 「You'll Forget Me」                                                       | ドブソン               |                                   | 3:03  |
| 合計時間: | 合計時間:                                                                  | 合計時間:              | 合計時間:                         | 42:18 |

| #         | タイトル                                                                          | 作詞                                                 | 作曲・編曲                                           | オリジナル・アーティスト | 時間 |
| --------- | --------------------------------------------------------------------------------- | ---------------------------------------------------- | ---------------------------------------------------- | ------------------------ | ---- |
| 13.       | 「Cry, Cry, Cry」                                                                 | ジョニー・キャッシュ                                 | ジョニー・キャッシュ                                 | ジョニー・キャッシュ     | 3:11 |
| 14.       | 「In a Shanty in Old Shanty Town」(Live from the Bell House, Brooklyn, NY / 2013) | アイラ・シュスター、ジャック・リトル、ジョー・ヤング | アイラ・シュスター、ジャック・リトル、ジョー・ヤング | テッド・ルイス           | 4:41 |
| 合計時間: | 合計時間:                                                                         | 合計時間:                                            | 50:10                                                |                          |      |

## パーソネル
| プス・ン・ブーツ - ノラ・ジョーンズ - ボーカル、エレクトリックギター、フィドル - サーシャ・ドブソン - ボーカル、アコースティックギター、ベース、ドラム - キャサリン・ポッパー - ボーカル、ベース、アコースティックギター | 技術 - ジョエル・ハミルトン – エンジニアリング、ミキシング（ブルックリンのスタジオGにて） - グラッグ・キャルビ – マスタリング（ニューヨークのスターリング・スタジオにて） - マット・ラボッザ – エンジニア助手 - マイク・ジンノ – エンジニア助手 - フランシスコ・ボテーロ – エンジニア助手 - ニコール・フランツ – クリエイティヴ・ディレクション - フランク・ホーキンス – アート・ディレクション、デザイン - リチャード・バラード – 撮影 |

## リリース履歴
| 地域   | 日付          | 形式                 | レーベル     |
| ------ | ------------- | -------------------- | ------------ |
| 合衆国 | 2014年7月15日 | CD 音楽配信 レコード | ブルーノート |